# 카이 에릭 에릭슨
카이 에릭 에릭슨(Kaj-Erik Eriksen, 1979년 2월 15일 ~ )는 캐나다의 배우이다.

## 출연 작품
- 씨 노 이블 2 (2014)
- 아이스 토네이도 (2009)
- 88분 (2007)
- 재난지대 - 뉴욕의 화산 (2006)
- NCIS 시즌2 (2004)
- 4400 (2004)
- 헤븐스 파이어 (1999)
- 굿바이 마이 라이프 (1996)
- 프랭크와 에멧 (1992)
- 커미쉬 (1991)
- 죽기 아니면 까무러치기 (1990)
- 위대한 분노 (1989)